# Ommatius destitutus
Ommatius destitutus är en tvåvingeart som beskrevs av Scarbrough 2002. Ommatius destitutus ingår i släktet Ommatius och familjen rovflugor.
Artens utbredningsområde är Peru. Inga underarter finns listade i Catalogue of Life.